# Deportivo Quito
Sociedad Deportivo Quito ist ein ecuadorianischer Fußballverein aus der Hauptstadt Quito. Der Verein wurde 1955 gegründet und trägt seine Heimspiele im Estadio Olímpico Atahualpa aus, das Platz bietet für knapp 40.000 Zuschauer. Deportivo Quito wurde bereits vier Mal Fußballmeister von Ecuador, spielt derzeit aber in der drittklassigen Segunda Categoría.

## Geschichte
Der Verein Deportivo Quito wurde am 27. Februar des Jahres 1955 in Quito, der Hauptstadt Ecuadors, gegründet. Dabei ersetzte er den Verein Sociedad Deportiva Argentina, der 1940 ins Leben gerufen wurde. Als Vereinsfarben wurden rot und blau ausgewählt, die noch heute kennzeichnend für den Club sind. Seit seiner Gründung spielt Deportivo Quito seine Heimspiele im Estadio Olímpico Atahualpa, das nahezu 40.000 Zuschauer fasst und damit zu den größten Fußballstadien Ecuadors zählt.
In den 1950er und 1960er Jahren hatte Deportivo Quito erste Erfolge auf nationaler Ebene. 1957 war man Gründungsmitglied der Serie A, der ersten Profiliga in Ecuador und bis heute oberste Spielklasse des Landes. Sieben Jahre darauf, 1964, war es soweit und der Verein wurde erstmals ecuadorianischer Fußballmeister, nachdem in der Liga ein erster Platz belegt wurde und auch die Meisterschaftsplayoffs gegen CD El Nacional und LDU Quito gewonnen wurden. Vier Jahre darauf konnte der Verein die zweite Meisterschaft feiern. Nach zwischenzeitlichen Abstiegen aus der Serie A und der Zweitligameisterschaft 1980 wurde Deportivo Quito erst 2008 wieder Meister. Bereits zuvor hatte sich der Verein durch ausgezeichnete Jugendarbeit ausgezeichnet, diverse Spieler der ecuadorianischen Nationalmannschaft, die 2002 und 2006 zweimal in Folge an einer Fußball-Weltmeisterschaft teilnahm, entstammten der Jugendabteilung des Vereins, zum Beispiel Álex Aguinaga, Ulises de la Cruz und Edison Méndez. Doch erst als diese Spieler längst in Europa oder besseren Ligen Südamerikas spielten, brachen wieder richtig gute Zeiten für Deportivo Quito an. In den Jahren 2008 und 2009 wurde zweimal in Folge die Meisterschaft gewonnen, in der Saison 2010 wurde man Vierter, während Lokalrivale Liga de Quito die Meisterschaft gewann. In der Saison 2011 indes war es wieder so weit, dass Deportivo Quito die beste Mannschaft in Ecuador war. Nachdem zunächst Emelec die Hinrunde gewonnen hatte, konnte Deportivo Quito die Rückrunde für sich entscheiden, was ein Entscheidungsspiel um die Meisterschaft mit sich brachte. Dieses wurde von der Mannschaft des argentinischen Trainers Carlos Ischia mit 2:0 (1:0 im Hinspiel in Guayaquil, 1:0 im Rückspiel in Quito), gewonnen, wodurch der Hauptstadtverein zum fünften Mal Fußballmeister von Ecuador wurde.
Nach 36 Jahren der Zugehörigkeit zur ersten Liga stieg Deportivo Quito 2015 ab und spielte ab 2016 in der Serie B. Ein Jahr später stieg Quito 2016 auch aus der Serie B ab und spielt 2017 in der regionalen drittklassigen Segunda Categoría von Pichincha.
Deportivo Quito nahm bisher acht Mal an der Copa Libertadores, dem wichtigsten Fußballturnier für Vereinsmannschaften in Südamerika, teil. Der größte Erfolg gelang dabei 1989, als man in einer Gruppe mit Millonarios und dem späteren Turniersieger Atlético Nacional, beide aus Kolumbien, sowie dem Ligakonkurrenten Emelec Guayaquil, den dritten Platz belegte und zum bis dato einzigen Mal die Gruppenphase überstand. Im Achtelfinale war dann aber gegen den chilenischen Vertreter und zweifachen Libertadores-Finalisten CD Cobreloa Schluss. Bei allen weiteren Teilnahmen an der Copa Libertadores war der Wettbewerb für Deportivo Quito nach der ersten Runde beendete. Bei den vier Teilnahmen an der Copa Sudamericana 2008, 2010, 2011 und 2012 konnten auch keine großen Erfolge errungen werden.

## Erfolge
- Serie A: 5×

1964, 1968, 2008, 2009, 2011
- Serie B:1x

1980
- Teilnahme an der Copa Libertadores: 8×

1965: erste Runde
1969: erste Runde
1986: erste Runde
1989: Achtelfinale
1998: erste Runde
2009: erste Runde
2010: erste Runde
2011: Qualifikation
2012: Achtelfinale
- Teilnahme an Copa Sudamericana: 4×

2008: zweite Runde
2010: erste Runde
2011: erste Runde
2012: Achtelfinale

## Trainer
- Nelson Acosta (2012)
- Tabaré Silva (2014–2015)[3]

## Spieler
- Álex Aguinaga (1984–1989)
- Ulises de la Cruz (1991–1994)
- Marlon Ayoví (1992–2006)
- Edison Méndez (1996–2002)
- Luis Saritama (1999–2004, 2005–2006, 2008–)
- Raúl Guerrón (1999–2005)